# Gibanje za trajnostni razvoj Slovenije
Gibanje za trajnostni razvoj Slovenije (kratica: TRS) je politično gibanje, organizirano kot društvo, v Sloveniji, ki je bilo ustanovljeno 7. oktobra 2011 v Grand Hotelu Union v Ljubljani. Na ustanovnem srečanju je bila za predsednico gibanja izvoljena Manca Košir.
Iniciativni odbor novega gibanja so sestavljali: Erik Brecelj, Gabi Čačinovič Vogrinčič, Andrej Detela, Matjaž Hanžek, Matjaž Hribar, Manca Košir, Hermina Krt, Ana Murn in Dušan Plut.
Istočasno kot gibanje pa je bila ustanovljena tudi Stranka za trajnostni razvoj Slovenije in za njenega predsednika so izvolili Matjaža Hanžka. Gibanje se preko stranke namerava udeležiti državnozborskih volitev leta 2011.